# Loi tendant à renforcer la prévention et la répression des mouvements sectaires
Lire en ligne

Texte sur Légifrance

La loi n° 2001-504 du 12 juin 2001 tendant à renforcer la prévention et la répression des mouvements sectaires portant atteinte aux droits de l'homme et aux libertés fondamentales, dite loi About-Picard, est une loi française. Portée par Catherine Picard et Nicolas About, votée à l'unanimité à l'Assemblée nationale comme au Sénat, elle intervient après deux commissions d'enquête parlementaires sur les affaires économiques et financières des sectes, dans un contexte de violences criminelles et meurtrières au sein de plusieurs sectes (suicide collectif des membres de l'Ordre du Temple solaire en 1994 et 1995, attentat au gaz sarin dans le Métro de Tokyo en 1995, affaire de la secte des Davidiens de David Koresh aux États-Unis...).

## Buts
La loi du 12 juin 2001 vise à renforcer la prévention et la répression sur mouvements sectaires portant atteinte aux droits de l'homme et aux libertés fondamentales par l'extension de la responsabilité pénale des personnes morales à certaines infractions, menant notamment à leur dissolution. Elle limite la publicité des mouvements sectaires et réprime les abus de l'état d'ignorance ou de l'état de faiblesse des individus.
Le délit est défini comme suit :

« Art. 223-15-2. - Est puni de trois ans d'emprisonnement et de 2 500 000 F d'amende l'abus frauduleux de l'état d'ignorance ou de la situation de faiblesse soit d'un mineur, soit d'une personne dont la particulière vulnérabilité, due à son âge, à une maladie, à une infirmité, à une déficience physique ou psychique ou à un état de grossesse, est apparente et connue de son auteur, soit d'une personne en état de sujétion psychologique ou physique résultant de l'exercice de pressions graves ou réitérées ou de techniques propres à altérer son jugement, pour conduire ce mineur ou cette personne à un acte ou à une abstention qui lui sont gravement préjudiciables. »

Retravaillée, la formulation diffère de celle initialement pour définir la manipulation mentale :

« Hors les cas de violences, de menaces, d'atteintes sexuelles ou de provocation au suicide, le fait, au sein d'un groupement qui poursuit des activités ayant pour but ou pour effet de créer ou d'exploiter la dépendance psychologique ou physique des personnes qui participent à ces activités et portant atteinte aux droits de l'homme ou aux libertés fondamentales, d'exercer sur une personne des pressions graves et réitérées afin de créer ou d'exploiter un tel état de dépendance et de la conduire, contre son gré ou non, à un acte ou à une abstention qui lui est gravement préjudiciable... »

## Critique
Dans un entretien accordé au CICNS l'avocat Jean-Marc Florand (avocat de la Scientologie), considérait que le projet de loi n'avait pas de bases solides : le terme « secte » tout comme celui de « manipulation mentale » n'étaient pas bien identifiés juridiquement. Aussi, la loi visait plus les  groupes sectaires que les agissements d'individus.

Le contestable CICNS évoque un amendement à la proposition de loi "par des juristes chrétiens  : 

« Si certains mouvements sectaires font incontestablement peser un danger sur leurs membres, ce danger et sa réalisation s’expriment nécessairement par des actes, des faits que la justice et plus particulièrement la loi pénale peut appréhender « objectivement ». Ainsi par exemple de la mise en danger, des abus sexuels, de l’escroquerie… À notre avis, c’est incontestablement sous ce jour que l’autorité publique peut légitimement et efficacement sanctionner des faits sectaires sans porter atteinte, elle aussi, à la dignité de la personne, en forçant sa liberté de conscience. »

Dans le texte définitif les références à la manipulation mentale et à l'appartenance à un groupe ont été supprimées.
Ainsi, la loi About-Picard est également appliquée à des délits comme le détournement des biens de personnes âgées mises sous tutelle.